# دانيال جي. راسيل
دانيال جي. راسيل هو سياسي أمريكي، ولد في 1932.